# Traducció a la vista

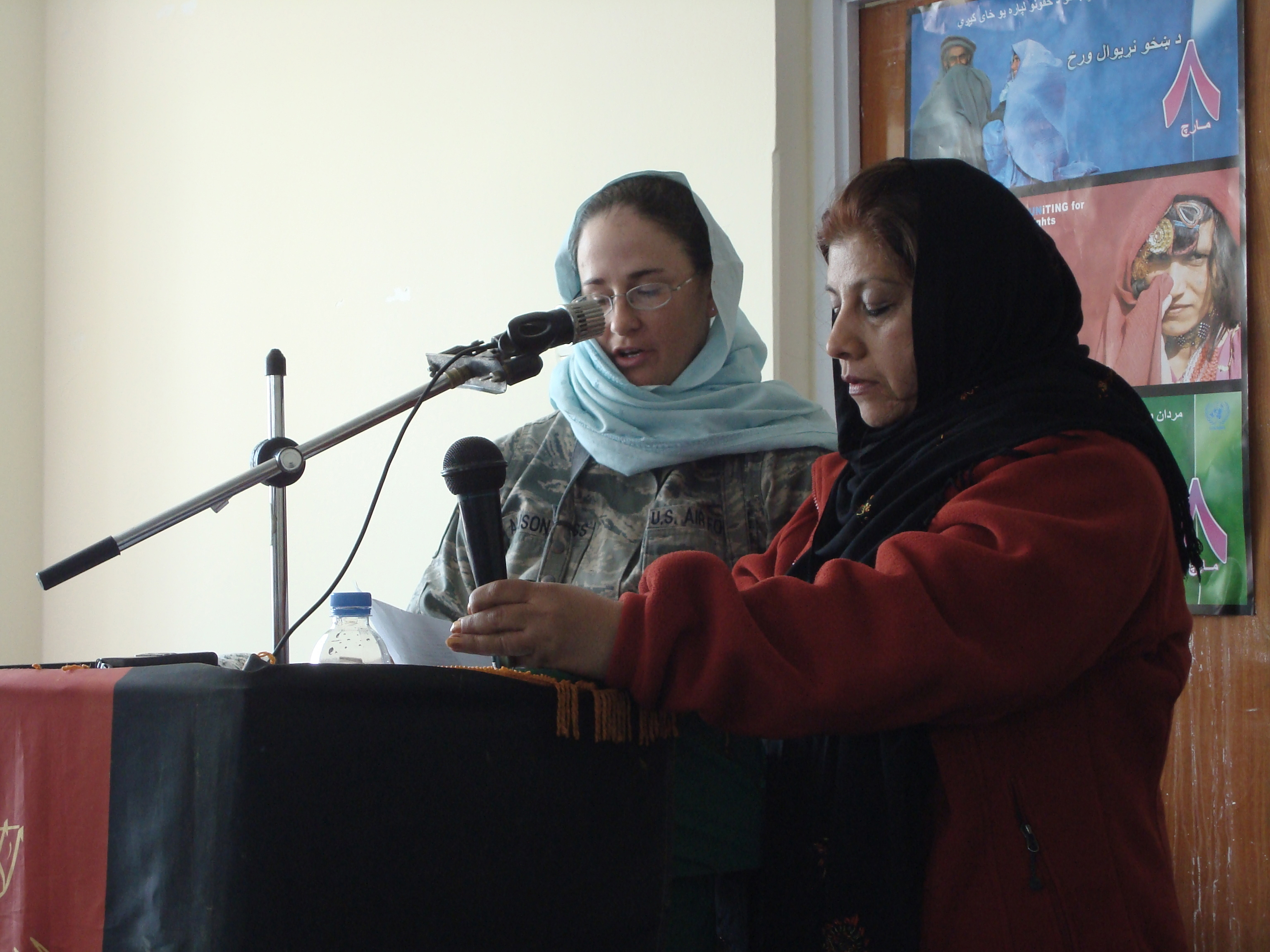
A l'esquerra de la imatge, la sotsoficial comparteix el seu discurs escrit amb la intèrpret, situada a la dreta de la imatge, perquè en pugui fer una traducció a la vista.

La traducció a la vista és un tipus d'interpretació de llengües, més concretament un tipus d'interpretació simultània, en el qual es llegeix directament en llengua d'arribada un text que està escrit en llengua de partida. És freqüent, però no exclusiu, que calgui traducció a la vista en els àmbits judicial i sanitari, en alguns casos durant la tasca d'interpretació consecutiva.

## Funcions

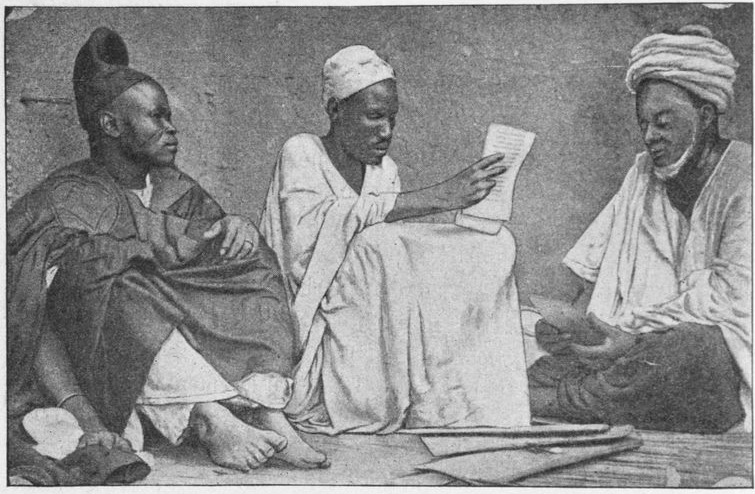
A l'esquerra, el traductor interpreta a la vista els documents aportats per l'home de la dreta per a l'home que seu al mig

La traducció a la vista té dues funcions principals: la comunicativa i la instrumental. En el primer cas, es caracteritza per haver d'interpretar oralment a la llengua meta directament d'un text escrit en una llengua de partida amb la presència d'un oient. És a dir, s'espera una comprensió del text.
En canvi, en el segon cas, la traducció a la vista pot tenir una funció instrumental: l'aprenentatge d'una llengua estrangera. D'aquesta manera es treballa la reformulació i és un exercici d'iniciació a la interpretació simultània. És, doncs, un tipus d'interpretació que té finalitats pedagògiques i amb un ús molt estès dins aquest àmbit.

## Modalitats
Dins la traducció a la vista existeixen diverses modalitats que varien segons el grau de preparació. La traducció a primera vista es dona quan l'intèrpret ha d'interpretar sense haver vist mai abans el text, seguidament hi ha la traducció a la vista preparada en què l'intèrpret ha tingut accés al text abans d'haver-lo d'interpretar i se l'ha pogut preparar. També existeix la traducció a la vista consecutiva. És a dir, l'intèrpret es llegeix en silenci el text en llengua de partida i tot seguit l'interpreta a la llengua d'arribada. La traducció a la vista en interpretació consecutiva té lloc quan l'orador llegeix un text i seguidament l'intèrpret en fa una reformulació no lineal. Finalment, existeix la traducció a la vista simultània quan els intèrprets tenien una còpia en paper a la cabina i la van interpretant simultàniament a mesura que l'orador llegeix en veu alta.

## Al cinema
La traducció a vista és una de les formes usades per a la traducció cinematogràfica, junt amb d'altres com el doblatge, el subtitulat, les veus superposades o la interpretació simultània.